# 윤상 2 (PART 2)
《YOONSANG 2- PART 2》는 대한민국의 작곡가 겸 가수 윤상의 음반이다. 두 번째 앨범은 더블앨범으로 제작되어 Part 1과 Part 2가 1년의 시차를 두고 따로 발매되었는데, 그 두 번째 파트 앨범이다.

## 수록곡
| #             | 제목                                  | 작사          | 작곡          | 재생 시간 |
| ------------- | ------------------------------------- | ------------- | ------------- | --------- |
| 1.            | 〈새벽〉                              | 박창학        | 윤상          | 4:09      |
| 2.            | 〈이별 없던 세상〉 (featuring 노영심) | 노영심        | 윤상          | 4:08      |
| 3.            | 〈少年〉                              | 박창학        | 윤상          | 5:03      |
| 4.            | 〈3月부터 3月까지〉                   |               | 김현철        | 3:29      |
| 5.            | 〈Alone〉                             |               | 김범수        | 2:29      |
| 6.            | 〈Amen〉                              |               | 남궁연        | 3:51      |
| 7.            | 〈고백〉                              | 박창학        | 윤상          | 4:10      |
| 8.            | 〈후회〉                              | 박창학        | 윤상          | 4:28      |
| 9.            | 〈Communication〉                     |               | 김학인        | 2:22      |
| 10.           | 〈어제의 기억으로〉                   | 윤상          | 윤상          | 4:50      |
| 총 재생 시간: | 총 재생 시간:                         | 총 재생 시간: | 총 재생 시간: | 38:45     |

## 참여
이 목록은 해당 앨범의 부클릿 〈staff〉목록에서 발췌하였다.
- 윤상 - 보컬, 프로듀서, 컴퓨터 프로그래밍
- 박창학 - 프로듀서
- paper mode - 프로듀서
  - 김학인 - 드럼, 타악기, 컴퓨터 프로그래밍
  - 노성원 - 컴퓨터 프로그래밍
  - 김범수 - 컴퓨터 프로그래밍
- 김국현 - 녹음, 믹싱
- 한재석 - 녹음
- 김광수 - 이그제큐티브 프로듀서
- 이재하 - 사진

참여 음악인
- 손무현, 손진태 - 기타
- 심상원 - 바이올린
- 이주한 - 트럼펫
- 신윤미 - 보컬(7)
- 김형중 - 보컬(3)
- 김현철 - 보컬(4)
- Sam Smith - 목소리